# Иван Шоштарић
Иван Шоштарић (Јарослав, 31. децембар 1911 — Београд, 8. септембар 1989) био је моделар, једриличар, пилот, машински и аеронаутички инжењер, конструктор једрилица и авиона.

## Биографија
Рођен је у пољском граду Јарославу 31. децембар 1911. где му је отац службовао као ветеринар. Распадом Аустроугарске монархије породица се настањује у Марибору, где је Иво завршио основну школу и реалну гимназију, а 1929. уписао се на Машински факултет у Љубљани. После завршена четири семестра прешао је на Немачку Вишу техничку школу у Прагу (Deutsche теchnische Hohschule) на којој је дипломирао 1934. а затим је продужио специјализацију на ваздухопловном одсеку Чешке Више техничке школе, такође у Прагу, која је трајала још три семестра.
После повратка у земљу инж. Иван Шоштарић је радио у Војном ваздухопловству у фабрикама авиона Змај, Утва и Икарусу, Ваздухопловном Савезу Југославије и ВТЦ у Вршцу. Целог свог радног века бавио се конструкцијом авиона и једрилица. У току свог четрдесетогодишњег плодног рада на пољу ваздухопловних конструкција, инж. Шоштарић је направио немерљив допринос у развоју југословенског ваздухопловства, ваздухопловне индустрије и спортског ваздухопловства. Био је најплоднији и најуспешнији пројектант једрилица у нас.

## Пројекти авиона
- Змај Р-1 - двомоторни бомбардер рад са проф. Д. Станков (1937)
- Змај Н - једномоторни школски двосед дрвене конструкције рад са проф. Д. Станков (1937)
- Оркан - двомоторни бомбардер рад са инж.Момчиловић и Радојковић (1937-38.)
- Видра - једномоторни школски (1940) прототип
- Авион 213 - једномоторни школски двосед (1947)
- Вихор - једномоторни школски двосед (1948)
- Авион 213Р - једномоторни школски двосед (1950)
- Авион 522 - једномоторни школски двосед (1954)

## Пројекти једрилица
- Сврака - школска једрилица дрвене конструкције са инж. Хумеком (1936–1938)
- Врабац - једрилица дрвене конструкције пројектована (1939)
- Шева - модификована једрилица Врабац (1939)
- Чавка - тренажна једрилица једносед дрвене конструкције (1940)
- Јастреб - пројект дрвене једрилице направљен пред Други светски рат (1941)
- Јастреб бис - модификована једрилица Јастреб дрвене конструкције реализована после рата (1947)
- Соко - акробатска једрилица дрвене конструкције,(1949)
- Рода - двоседа једрилица дрвене консртукције за обуку једриличара (1952)
- Ласта - једноседа високоспособна једрилица (1958)
- Једрилица 920 - транспортна једрилица (1948—1950)
- Шоле 77 - моторна једрилица (1977)